# 電訊堡
電訊堡是由香港電訊在1994年發展的主要項目之一。展館位於鰂魚涌電訊盈科中心4樓至6樓，耗資一億港元興建，並且在1995年10月正式落成。展館樓高3層，總面積共4,000平方英尺，共分為七個不同主題的展廊，展示人類過去至現今的通訊科技發展。參觀者更可透過33台電腦、18種不同類型的互動遊戲及12項不同類型的視聽設備，讓參觀者可以透過操作及觸摸不同類型的展品。深切了解過去、現今及未來的通訊科技發展。為了增強視覺效果，整個展館設計大部分採用了三維立體效果，讓參觀者置身於未來世界。展館由MET Studio負責製作及設計。

## 展廊簡介
- 細說從前 Humble Beginnings

展示19世紀不同類型的消息傳遞。
- 訊息聯繫 Getting Connected

展示電話連接的方法、電話速度及傳聲器的用途。
- 跳躍都市 City Street

模仿香港的街道設計，擺放了不少霓紅燈裝飾，屬全館最大的展廊。
- 無限領域 Just Imagine

唯一的展廊沒有設立展品，運用不同視覺及音樂效果展示未來的電訊科技。

## 設計獎項
由於展覽中心設計創新及充滿互動性質，曾獲許多項設計獎。 
- 最佳展覽館設計獎 (Design Week Awards 1996)
- 最佳多媒體程性設計獎 (IVCA Awards 1996)

## 結業原因

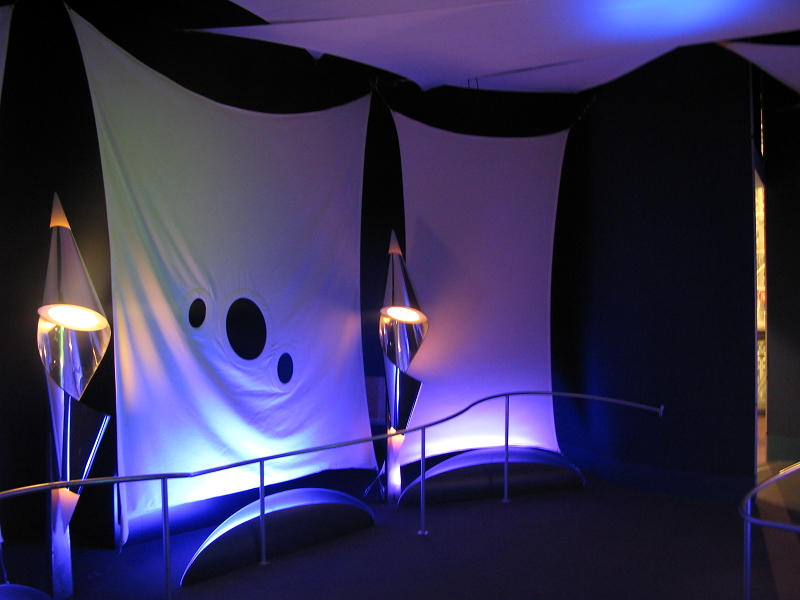
香港科學館電訊廊「無限領域」

由於電訊堡只限預約參觀，再加上展覽館由商業機構贊助氣氛十分冷淡，因此知名度偏低。電訊堡最終在1998年結業，小部份展品贈送給臨時市政局後，便在2005年擺放於香港科學館電訊廊內展出。然而，只有展廊「無限領域」仍完整保留電訊堡的設計。

## 外部連結
- MET Studio Ltd

- 電訊堡英文網頁

1. ↑  《建築業導報》no.10, 1995, p.26-30